# Microgaster elegans
Microgaster elegans är en stekelart som beskrevs av Herrich-Schäffer 1838. Microgaster elegans ingår i släktet Microgaster och familjen bracksteklar. Inga underarter finns listade i Catalogue of Life.